# فيليب د. مورغان
فيليب د. مورغان (بالإنجليزية: Philip D. Morgan)‏ هو مؤرخ أمريكي، ولد في 1949.